# أوليف رايلي
أوليف رايلي (بالإنجليزية: Olive Riley)‏ هي مدونة أسترالية، ولدت في 20 أكتوبر 1899 في بروكن هيل في أستراليا، وتوفيت في 12 يوليو 2008 في Woy Woy ‏ في أستراليا.